# عثمان سيك
عثمان سيك هو سياسي سنغالي، ولد في 28 مايو 1938 في روفسك في السنغال، وتوفي في 28 يناير 2018 في داكار في السنغال. نشط حزبياً في الحزب الاشتراكي السنغالي ‏ والحزب الاشتراكي. وقد انتخب Finance minister of Senegal ‏.